# Франсоаз Баре-Синуси
Франсоаз Баре-Синуси (на френски: Françoise Barré-Sinoussi) е френска вирусоложка, лауреатка на Нобелова награда за физиология или медицина през 2008 г., която споделя с Харалд цур Хаузен и професор Люк Монтание.
Под ръководството на Люк Монтание участва в откриването през 1983 г. на ретровируса ХИВ, предизвикващ СПИН.

## Биография
Франсоаз Баре-Синуси е родена в Париж на 30 юли 1947 г. Присъединява се към Института „Пастьор“ в Париж в началото на 1970-те години. От изследователски разработки за вируси скоро се специализира в разработката на ретровируси. Това откритие показва спешната необходимост от диагностични тестове за контрол на заболяването. Тя е автор и съавтор на над 200 научни публикации, участвала е в над 250 международни конференции и е обучила много млади изследователи.
Баре-Синуси активно допринася за учредяването на няколко научни дружества и комитети към Института „Пастьор“, както и на други организации, занимаващи се с „Чумата на ХХ век“ – СПИН, като Националната агенция за СПИН изследвания във Франция. Също така е консултантка на Световната здравна организация и UNAIDS-ХИВ.
Франсоаз Баре-Синуси непрекъснато работи за създаване на постоянни връзки между фундаменталните научни изследвания и клинични изследвания, с цел постигане на конкретни подобрения в областта на превенцията, клиничните грижи и лечение.
През 2009 г. пише отворено писмо до папа Бенедикт XVI в знак на протест по изявленията му, че презервативите не са най-доброто средство за борбата със СПИН.